# 小川新二

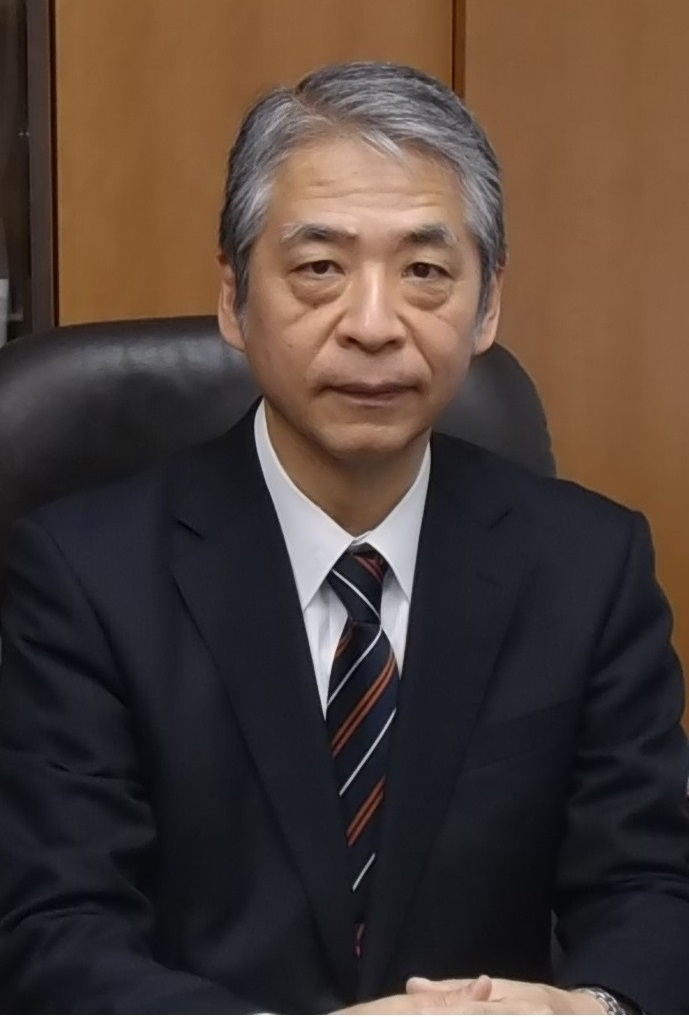
防衛省防衛監察本部ホームページより（2020年撮影）

小川 新二（おがわ しんじ、1957年3月27日 - ）は、日本の検察官、法務官僚。第5代防衛監察監。国際人材協力機構（JITCO）理事長。

## 来歴
栃木県出身。栃木県立宇都宮高等学校を経て、1982年に早稲田大学法学部を卒業。1984年に検事任官。2000年法務省刑事局参事官、2006年法務省刑事局公安課長、2008年法務省大臣官房施設課長、2010年東京地方検察庁公判部長、最高検察庁検事等を経て、2011年東京電力福島原子力発電所における事故調査・検証委員会において事務局長を務め、原子力事故の調査を行う。
2013年岐阜地方検察庁検事正、2014年法務省矯正局長。2016年に最高検察庁監察指導部長、以後最高検察庁公安部長、高松高等検察庁検事長などを経て、2019年に広島高等検察庁検事長に就任。2020年3月退官。
2021年（令和3年）4月1日付で防衛監察本部の防衛監察監に就任。2025年1月退官。
2025年（令和7年）6月25日付で公益財団法人国際人材協力機構（JITCO）の理事長に就任。